# Ergavia burrowsi
Ergavia burrowsi är en fjärilsart som beskrevs av Louis Beethoven Prout 1917. Ergavia burrowsi ingår i släktet Ergavia och familjen mätare. Inga underarter finns listade i Catalogue of Life.